# Sân bay quốc tế Norfolk
Sân bay quốc tế Norfolk (mã sân bay IATA: ORF, mã sân bay ICAO: KORF, mã sân bay FAA LID: ORF) là một sân bay công cộng nằm ba hải lý dặm (5,5 km) về phía đông bắc của khu kinh doanh trung tâm của Norfolk, một thành phố ở tiểu bang Virginia, Hoa Kỳ. Sân bay thuộc sở hữu của thành phố Norfolk và điều hành bởi Cơ quan sân bay Norfolk: một cơ quan thuộc chính quyền thành phố. Sân bay này phục vụ các khu vực Hampton Roads toàn bộ đô thị phía đông nam Virginia (cùng với sân bay quốc tế Newport News / Williamsburg ở Newport News) cũng như phía đông bắc Bắc Carolina.
Với gần 80 lượt chuyến khởi hành hàng ngày đến các thành phố lớn trên khắp nước Mỹ, sân bay Norfolk hiện nay là sân bay bận rộn thứ ba ở tiểu bang Virginia và được xếp hạng là sân bay lớn thứ 66 tại Hoa Kỳ tính theo số lượt hành khách phục vụ hàng năm, với hơn 3,5 triệu hành khách phục vụ trong năm 2009. Các hãng hàng không Southwest Airlines, US Airways, Delta Air Lines và American Airlines là những đơn vị sử dụng chiếm ưu thế của sân bay Norfolk.